# Nicolas Fattouche
 (juin 2017).
Si vous disposez d'ouvrages ou d'articles de référence ou si vous connaissez des sites web de qualité traitant du thème abordé ici, merci de compléter l'article en donnant les références utiles à sa vérifiabilité et en les liant à la section « Notes et références ».
Nicolas Fattouche (né à Zahlé en 1943) est un homme politique libanais, ministre d'État aux Affaires parlementaires du 13 juin 2011 et 15 février 2014.
Docteur en droit, il est conseiller municipal de sa ville entre 1991 et 1998.
En 1992, il est élu député grec-catholique de Zahlé et intègre le gouvernement de Rafiq Hariri comme ministre du Tourisme. Il conservera ce poste jusqu'en 1998.
Il est constamment réélu député de Zahlé jusqu'en 2005. À une époque membre du Bloc populaire d'Elias Skaff, il brise cette alliance juste avant les législatives de 2005, auxquelles il prend part sur la liste de l'Alliance du 14 Mars.
C'est le seul candidat de sa liste à se faire élire.
En 2009, il dirige la liste du 14 mars à Zahlé qui remportera tous les sièges de la circonscription. Mais des désaccords avec ses colistiers entraînent la chute du bloc parlementaire qu'ils ont formé. Sorti des rangs du 14 mars, il adopte une posture indépendante, puis décide de soutenir Najib Mikati en janvier 2011 contre Saad Hariri lors des consultations en vue de la nomination d'un nouveau premier ministre, scellant sa rupture avec ses anciens alliés.
Nicolas Fattouche est une personnalité controversée. Respecté pour son érudition juridique[réf. nécessaire], il est aussi impliqué dans des dossiers de corruption liés aux carrières d'extraction de roche et s'est fait souvent connaître pour ses volte-face. Proche d'Elias Hraoui à une époque, il devient l'allié principal d'Elias Skaff, rival de l'ancien Président, avant de se rapprocher du Courant du Futur en 2005. De même, il a clamé haut et fort son opposition à la prorogation du mandat du Président Émile Lahoud en 2004, avant de changer d'avis et de voter favorablement pour l'amendement constitutionnel quelques jours plus tard.